# Alex Hutchinson
Alex Hutchinson est un concepteur et directeur créatif de jeux vidéo australien.  Il est surtout connu pour son travail en tant que directeur créatif sur Assassin's Creed III et Far Cry 4. Après un long passage chez Ubisoft, il a co-fondé sa propre entreprise de développement de jeux vidéo, Typhoon Studios, devenu Stadia Games and Entertainment Montréal à la suite du rachat du studio par Google.

## Carrière
Hutchinson a commencé sa carrière dans l'industrie vidéoludique en tant que designer chez Torus Games en Australie, mais est rapidement parti pour une opportunité chez Electronic Arts où il a travaillé sur la série de jeux populaires, Les Sims. En 2008, il déménage au Canada pour occuper le poste de directeur créatif chez EA Montréal, sur le jeu Army of Two: The 40th Day, avant de prendre le même rôle chez Ubisoft Montréal, où il a dirigé Assassin's Creed III et Far Cry 4. Assassin's Creed III a été présenté à l'E3  2012 et Far Cry 4 à l'E3 2014,.
En 2017, il fonde le studio de développement Typhoon Studios à Montréal, avec ses partenaires Yassine Riahi et Reid Schneider. Le premier jeu du studio, Journey to the Savage Planet, a été annoncé aux Game Awards 2018. Google, sous sa marque Stadia, a acquis Typhoon en décembre 2019.

## Vie privée
Alex Hutchinson est né en Australie, où il a terminé ses études à l'Université de Melbourne, obtenant un diplôme d'archéologie et un autre en écriture créative.  Il est maintenant basé à Montréal, au Canada.

## Ludographie
| Jeu vidéo                    | Année     |
| ---------------------------- | --------- |
| Les Sims 2                   | 2004/2005 |
| Spore                        | 2008      |
| Army of Two : Le 40e Jour    | 2010      |
| Assassin's Creed III         | 2012      |
| Far Cry 4                    | 2014      |
| Journey to the Savage Planet | 2020      |